# Perfect Life
Perfect Life é uma canção da cantora Levina. Esta canção representou a Alemanha no Festival Eurovisão da Canção 2017.
Na final foi a vigésima-primeira canção a ser interpretada na noite do festival, a seguir à canção da Roménia "Yodel It!" e antes da canção da Ucrânia "Time". Terminou a competição em 25º lugar (entre 26 participantes), tendo recebido um total de 6 pontos.

## Faixas
| Descarga digital |                               |         |  |
| N.º              | Título                        | Duração |  |
| 1.               | "Wildfire"                    | 3:10    |  |
| 2.               | "Perfect Life"                | 3:01    |  |
| 3.               | "Wildfire" (Instrumental)     | 3:10    |  |
| 4.               | "Perfect Life" (Instrumental) | 3:01    |  |

## Lista de posições
| Lista (2017)                        | Melhor posição |
| ----------------------------------- | -------------- |
| Alemanha (GfK Entertainment Charts) | 28             |

## Lançamento
| País  | Data                   | Formato          | Editora                          |
| ----- | ---------------------- | ---------------- | -------------------------------- |
| Mundo | 9 de fevereiro de 2017 | Descarga digital | Sony Music Entertainment Germany |